# Ancient Temples of Egypt
Pour plus de détails, voir Fiche technique et Distribution.
Ancient Temples of Egypt est un documentaire américain sorti en 1912, tourné en Égypte, durant l'hiver 1912 par Sidney Olcott avec la troupe des Kalemites visitant les temples de Louxor.

## Fiche technique
- Réalisation : Sidney Olcott
- Scénario : Gene Gauntier
- Production : Kalem
- Directeur de la photo : George K. Hollister
- Décors :
- Longueur : 317 m
- Date de sortie :
- Distribution : General Film Company

## Distribution
- Gene Gauntier : elle-même
- Jack J. Clark : lui-même
- JP McGowan : lui-même
- Robert G. Vignola : lui-même
- Doris Hollister :
- George Hollister Jr : lui-même
- Philly McDonald : lui-même
- Sidney Olcott : lui-même
- Ameen Zatoun : lui-même

## Anecdotes
Une copie est conservée à la George Eastman House, à Rochester, New York.